# Scutigera coleoptrata
Scutigera coleoptrata (una de les múltiples espècies conegudes com a centpeus domèstic) és un centpeus típicament gris-groguenc amb fins a quinze parells de potes. Originalment endèmic de la conca del Mediterrani, s'ha estès a altres llocs del món, on acostuma a viure en cases humanes. És insectívor, per la qual cosa mata i s'alimenta d'altres artròpodes com ara insectes i aràcnids.

## Etimologia
Carl Linné havia descrit l'espècie en la desena edició de la seva Systema Naturae (1758) amb el nom Scolopendra coleoptrata, dient que tenia "tòrax coleopterat" (amb forma de coleòpter). El 1801, Jean-Baptiste Lamarck va separar els escutígers de les escolopendres, i va anomenar aquesta espècie Scutigera coleoptrata. La paraula escutíger ve de "portar" (gerere) i "escut" (scutum), a causa de la forma dels segments toràcics del quilòpode.

## Morfologia
S. coleoptrata mesura entre 10 mm a 50 mm de llarg i pot tenir fins a quinze parells de potes bastant llargues. Aquestes delicades potes estan ancorades en un cos rígid. Això li permet aconseguir velocitats sorprenents de fins a 0.4 metres per segon corrent per terra, parets i sostres. Sol arrossegar-se per les canonades de drenatge. El seu cos és groc grisenc i el seu dors té al llarg tres ratlles fosques; també les seves potes tenen una ratlla fosca. Al contrari d'altres centípodes i altres parents propers, els centpeus domèstics tenen ulls composts ben desenvolupats. S. coleoptrata ha desenvolupat automimetisme i per això les seves últimes potes semblen antenes. Quan descansa, no és fàcil distingir la seva part frontal de la posterior.

## Reproducció i desenvolupament
Els centpeus domèstics ponen els seus ous a la primavera. En un experiment de laboratori amb vint-i-quatre centpeus domèstics, es van pondre entre 63 i 151 ous. Com altres artròpodes, la larva és com una versió en miniatura de l'adult, tot i que amb menys potes. Els centípodes joves tenen quatre parells de potes en sortir de l'ou. Guanyen un nou parell de potes amb la primera muda, i dos parells amb cadascuna de les seves subsegüents cinc mudes. Els adults amb quinze potes retenen aquest nombre durant tres estadis de muda (seqüència 4-5-7-9-11-13-15-15-15-15 parells). Viuen en qualsevol lloc entre tres i set anys, depenent de l'entorn. Poden començar a aparellar-se a partir del seu tercer any. Per aparellar-se, el mascle i la femella formen un cercle al voltant de l'altre, iniciant el contacte amb les seves antenes. El mascle diposita el seu esperma a terra i la femella el fa servir per a fertilitzar els seus ous.

## Comportament i ecologia

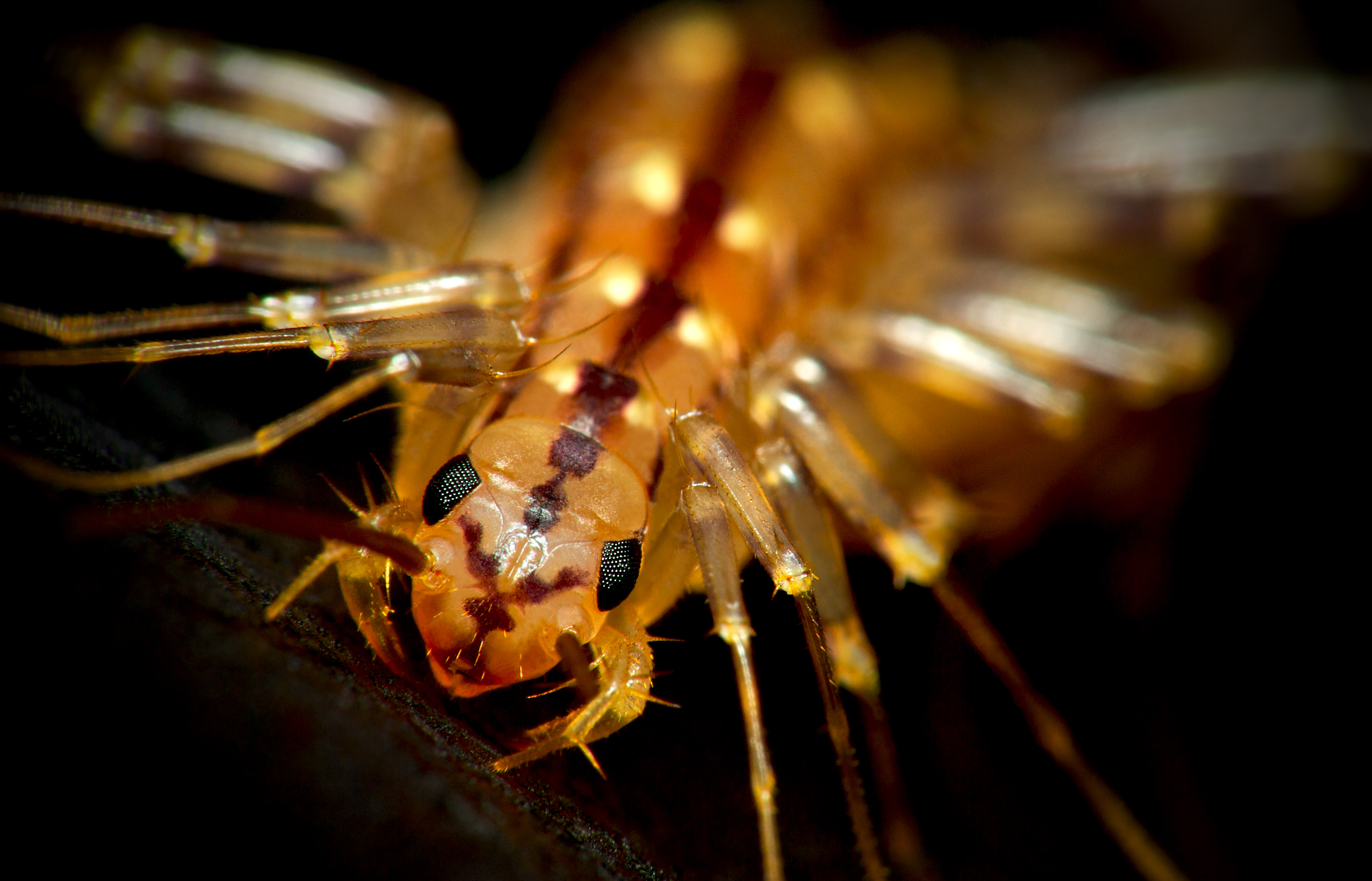
Primer pla del cap mostrant les potes modificades

Els centpeus domèstics s'alimenten d'aranyes, xinxes, paneroles, tèrmits, peixets de plata, formigues i altres artròpodes domèstics. No tenen mandíbula, per la qual cosa estrictament parlant fiblen més que mosseguen. Solen ser caçadors nocturns. Encara que tenen ulls desenvolupats es basen més en les seves antenes a l'hora de caçar. Les seves antenes són un receptor sensorial que detecta informació tant olfactòria com tàctil. Usen la seva boca i les seves potes per subjectar a les seves preses. D'aquesta manera poden bregar amb diversos insectes petits alhora. Per capturar les seves preses o bé hi salten a sobre o utilitzen les seves potes en una tècnica que es descriu com a «llaçar». També s'ha descrit que usen les seves potes per vèncer a les seves preses. En un estudi de la seva alimentació, S. coleoptrata va mostrar l'habilitat de destriar entre els seus possibles preses. Va evitar als insectes perillosos. També va adaptar els seus patrons d'alimentació als perills que la presa pugui representar per a ella. Per a les vespes, es retiren després d'aplicar el verí per donar-li temps a fer efecte. Quan el centpeus es troba en perill de convertir-se en presa, pot desprendre's de les potes que han quedat atrapades.

## Hàbitat
En exterior, el centpeus domèstic prefereix viure en llocs frescos i humits. El sistema respiratori dels centípodes no proveeix cap mecanisme per tancar els espiracles. Per això necessiten un ambient que els protegeixi de la deshidratació i de l'excessiu fred. Moltes vegades viuen fora, majorment sota grans roques, piles de fusta o de composta. Dins de la casa es poden trobar gairebé en qualsevol lloc. Es troben de manera més comuna en soterranis i banys, que tendeixen a ser més humits, però també es poden trobar en llocs més secs com ara despatxos, dormitoris o menjadors. El moment amb més possibilitats de trobar-s'hi és a la primavera, quan surten perquè el temps s'ha tornat més temperat, i a la tardor, quan el temps més fresc els fa buscar refugi en hàbitats humans.

## Distribució
Scutigera coleoptrata és originària de la regió mediterrània, però s'ha expandit a la majoria d'Europa, Àsia i Amèrica. Es pensa que va ser introduïda a Amèrica per primera vegada a Mèxic i Guatemala i ara arriben fins al Canadà i el sud de l'Argentina. Als Estats Units, s'estén cap al nord des dels estats del sud, aconseguint Pensylvania el 1849, Nova York el 1885 i Massachusetts i Connecticut al voltant de 1890. El 2009, la seva distribució s'estén des de Virgínia a l'est de la costa de Califòrnia a l'oest. A Sud-àfrica s'han trobat a la Província Occidental del Cap i als voltants de Ciutat del Cap, també a KwaZulu-Natal, a la ciutat de Pietermaritzburg. També s'han trobat en l'est i sud-est d'Austràlia, des de Sídney a Tasmània, Nova Zelandia, així com a Corea del sud. Recentment ha estat citat per a Xile, on es troba a les Regions de Valparaíso i dels Lagos
A la Universitat de Delaware, són coneguts com a Rodney Bugs per la infestación del Rodney Complex residence hall.

## Detalls biològics
Els ulls composts de Scutigera coleoptrata són sensibles a la llum diürna i molt sensibles a la llum ultraviolada. Mostren ser capaços de distingir visualment diferents mutacions de Drosophila melanogaster. Com aquest habilitat encaixa amb el seu estil de vida nocturn i subterrani encara està sota estudi. No canvien de direcció automàticament quan la llum els cau a sobre de sobte directament, però es retiren a amagar-se a un lloc més fosc. Algunes de les plaques que cobreixen els segments del seu cos es van fusionar i es van tornar més petites durant la seva evolució. El resultat és que els segments del cos i les plaques dorsals (tergites) no coincideixen i per això tenen el cos rígid.
| Tergites         | 1          | 2 | 3    | 4    | 5       | 6      | 7      | 8      | 9                 | 10         | 11          |
| ---------------- | ---------- | - | ---- | ---- | ------- | ------ | ------ | ------ | ----------------- | ---------- | ----------- |
| Segments         | 1          | 2 | 3, 4 | 5, 6 | 7, 8, 9 | 10, 11 | 12, 13 | 14, 15 | 16                | 17         | 18 (tèlson) |
| Parells de potes | Forcipules | 1 | 2, 3 | 4, 5 | 6, 7, 8 | 9, 10  | 11, 12 | 13, 14 | 15 (potes-antena) | (gonòpode) | (anus)      |

Les tergites 10 i 11 no estan totalment desenvolupades i el segment 18 no té sternum. Aquest model es desvia de les descripcions de Lewia, qui va identificar només 7 tergites i 15 segments.
Una altra característica que separa S. coleoptrata d'altres centípodes és que la seva hemolimfa conté hemocianina, proteïnes que transporten oxigen.
El genoma mitocondrial de Scutigera coleoptrata ha estat seqüenciat. Això ha obert discussions sobre la taxonomia i filogènia d'aquesta i altres espècies relacionades.